# Julien Simon
Julien Simon (Rennes, 4 ottobre 1985) è un ex ciclista su strada francese.

## Carriera
È stato professionista dal 2008 al 2024.

## Palmarès
- 2011 (Saur-Sojasun, una vittoria)

Prueba Villafranca de Ordizia
- 2012 (Saur-Sojasun, cinque vittorie)

5ª tappa Volta Ciclista a Catalunya (Ascó > Manresa)
7ª tappa Volta Ciclista a Catalunya (Badalona > Barcellona)
Tour du Finistère
Grand Prix de Plumelec-Morbihan
Grand Prix de Wallonie
- 2014 (Cofidis, una vittoria)

Grand Prix de Plumelec-Morbihan
- 2017 (Cofidis, una vittoria)

2ª tappa Tour du Haut-Var (Draguignan > Draguignan)
- 2018 (Cofidis, una vittoria)

Tour du Doubs
- 2019 (Cofidis, una vittoria)

Tour du Finistère
- 2022 (TotalEnergies, tre vittorie)

Grand Prix du Morbihan
Tour du Finistère
1ª tappa Tour du Limousin (Verneuil-sur-Vienne > La Souterraine)

### Altri successi
- 2009 (Besson Chaussures)

Classifica giovani Tour du Haut-Var
- 2014 (Cofidis)

Classifica generale Coppa di Francia
- 2022 (TotalEnergies)

Classifica generale Coppa di Francia

## Piazzamenti

### Grandi Giri
- Tour de France

2012: 92º
2013: 87º
2014: 109º
2015: 94º
2017: 117º
2018: 101º
2019: 108º
2021: 129º
- Vuelta a España

2015: 74º
2020: 65º

### Classiche monumento
- Milano-Sanremo

2016: 114º
2017: 50º
2019: 23º
2021: 29°
2022: 138º
- Liegi-Bastogne-Liegi

2012: 18º
2014: ritirato
2015: 17º
2016: 128º
2017: 18º
2018: ritirato
2019: ritirato
2020: 28º
2021: 41º
- Giro di Lombardia

2017: ritirato

### Competizioni mondiali
- Campionati del mondo

Stoccarda 2007 - In linea Under-23: 59º
Richmond 2015 - In linea Elite: ritirato
Bergen 2017 - In linea Elite: 32º